# Pedro Fernández de Villegas

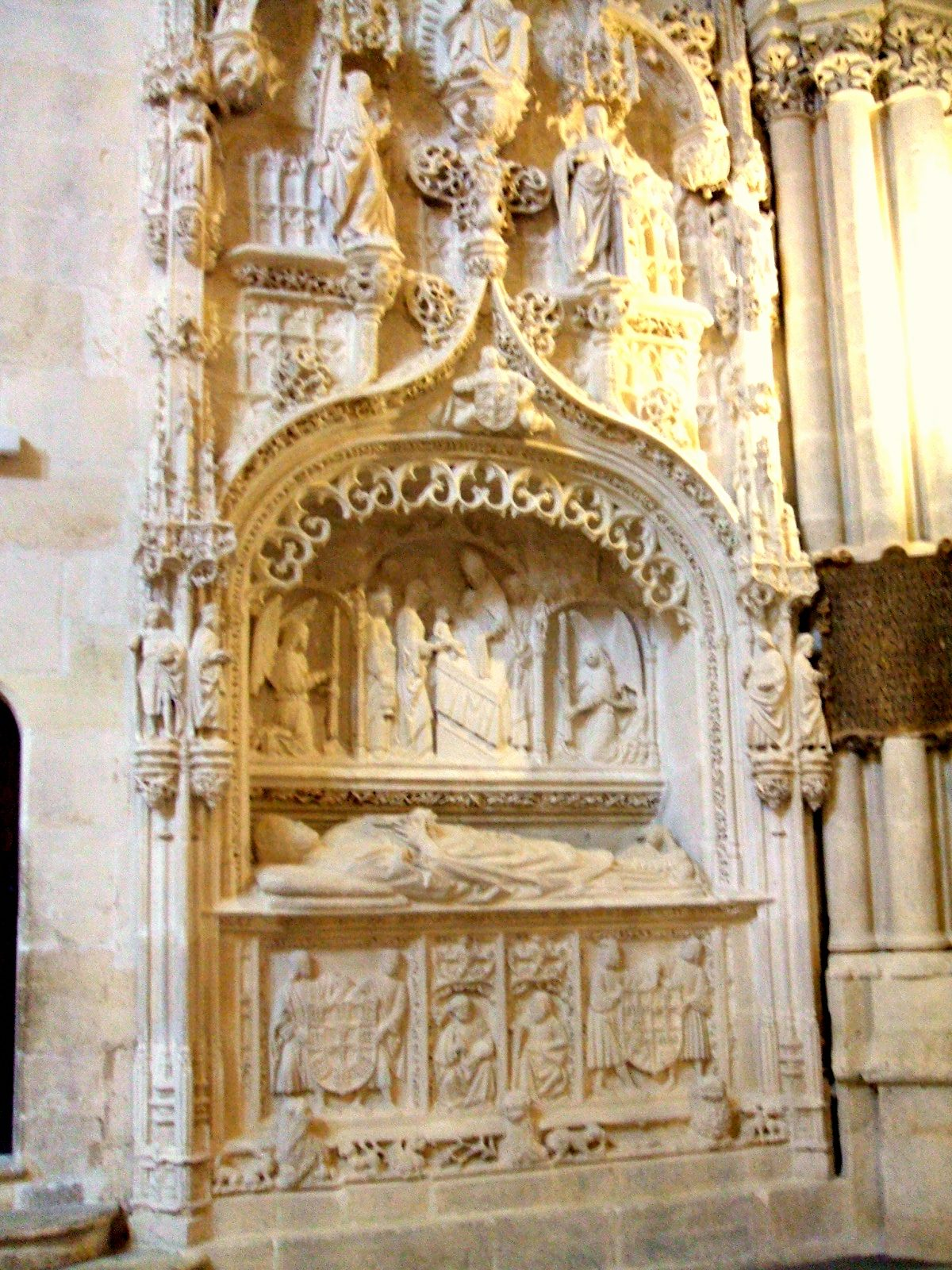
Sepulcro del Arcediano Villegas en la girola de la catedral de Burgos.

Pedro Fernández de Villegas (Burgos, 25 de marzo de 1453-Burgos, 1536) fue un eclesiástico y humanista español.
Estuvo protegido por Juana de Aragón, hija natural de Fernando el Católico, duquesa de Frías y condesa de Haro. Vivió en Roma entre 1485 y 1490. En 1497 fue nombrado arcediano de la catedral de Burgos y desde 1500 ejerció de juez conservador del monasterio de San Salvador de Oña. 

## Obras
Tradujo al castellano y glosó el «Infierno» de la Divina Comedia de Dante. Publicada en 1515 por el impresor burgalés Fadrique de Basilea, es la primera edición de la obra dantesca en castellano. La traducción puede fecharse entre 1502 y 1510 y la glosa entre 1505 y 1515, según Cinthia María Hamlin. Se conservan 37 ejemplares en todo el mundo, uno de ellos en la Biblioteca Pública de Burgos, ciudad donde se imprimió. Tanto la traducción como la glosa deben incluirse dentro de la tradición de textos literarios propagandísticos y apologéticos de la figura de Fernando el Católico.
Villegas también tradujo el De capienda ex inimicis utilitate de Plutarco a partir de una versión latina de Erasmo.
Su obra Flosculus sacramentorum, escrita en latín, es un tratado sobre los sacramentos dirigido a clérigos. Solo se conoce un ejemplar de esta edición, un posincunable de alrededor de 1510. En el siglo XX, este ejemplar perteneció al clérigo e investigador Teófilo Ayuso Marazuela, cuya biblioteca y su archivo pasaron a formar parte del Instituto Arias Montano y, después, de la Biblioteca Tomás Navarro Tomás.

## Sepulcro
Su sepulcro está situado en la girola de la catedral de Burgos. Fernández de Villegas consiguió el permiso del cabildo para su construcción en 1503. No se conoce al autor del diseño, aunque algunos historiadores lo atribuyen a Simón de Colonia.

## Villegas en la cultura popular
En las novelas Inquietud en el Paraíso y La ciudad el Gran Rey de Óscar Esquivias la figura del arcediano Villegas, su sepulcro y su traducción de Dante son importantes en el desarrollo de la trama.